# Hit FM
Ne pas confondre avec HIT FM, radio située sur l'Île de la Réunion, diffusant un programme musical à destination des jeunes.
Hit FM est une ancienne radio privée française créée par le groupe UGC à Paris en décembre 1984 à la suite de l'arrêt de la radio libre Radio Méga l’O (partage des fréquences par la Haute Autorité de régulation) fondée par Gonzague Saint Bris en 1981. Dirigée par Jean Martinelli et Didier Clairet à la technique ainsi que les journalistes Christine Masson et Laurent Weil, elle est la première radio française entièrement automatique (système Régis de la société ECA2), le programme de la radio est alors essentiellement un programme musical (TOP 50 élargi) entrecoupé de chroniques sur le cinéma.
Les bureaux sont situés avenue Charles de Gaulle à Neuilly (Porte Maillot).  
La programmation musicale est confiée à Catherine Costa qui s'inspire chaque semaine de charts anglais et du Top 50.
Très vite Hit FM s'implanta dans les principales villes de province (Lyon, Toulouse, Bordeaux, Lille, Rennes, et, semble-t-il, à Bruxelles) mais ne parvint jamais à rencontrer un grand succès, même si elle sera en concurrence avec NRJ pour la première place sur Paris. 
En 1988, Europe 2, qui vient de perdre sa fréquence parisienne, racheta le réseau à UGC pour pouvoir à nouveau émettre dans la capitale. En février 1988, la CNCL autorisa Hit FM Paris à diffuser le programme Europe 2. Moins stratégique pour Europe 2, le réseau de province fut démantelé.
En 1990, Hit FM, la station parisienne du réseau Europe 2 reprit le nom d'une ancienne station historique pour devenir le Poste parisien programme Europe 2. En 1994, après les évolutions législatives, la station adopta le seul nom d'Europe 2, à l'image des autres stations du réseau.